# Roger Bernardo II de Foix
Roger Bernardo II el Grande (1195-1241), conde de Foix que sucedió a su padre Raimundo Roger I a su fallecimiento en 1223, fue un aristócrata y noble europeo.

## Vida
Como heredero participó en 1217 en la defensa del castillo de Montgrenier contra las tropas de Simón de Montfort en la cruzada albigense, y en la reconquista de Lavaur y Puylaurens en 122, mientras que en 1224, ya como conde, conquistó Mirepoix.
Amaury de Montfort, hijo y sucesor de Simón, transfirió todos los derechos paternos en el Mediodía francés al rey de Francia, quien partió hacia el sur (1226) para reclamar sus derechos. Ese año el conde había heredado el vizcondado de Castellbó, feudo del Condado de Urgel, a partir de la pertenencia a la Diócesis de Urgel, que incluía tierras del Alto Urgel y Andorra, al sur de los Pirineos.
Tras la derrota en la guerra albigense, ciudades y feudos rindieron homenaje al rey de Francia; Roger Bernardo II fue a prestarle homenaje en Aviñón pero el rey se negó a reconocerle sus posesiones y tuvo que seguir combatiendo. En Limoux, junto a otros señores, ofreció resistencia durante un año (junio de 1226 a junio de 1227) y fue excomulgado en este periodo. En enero de 1229 el conde Ramón VII de Tolosa renunció en favor de la Iglesia y del rey (Tratado de Meaux). En junio de 1229, ante la llegada de un ejército cruzado al servicio del rey Luis IX, el conde pidió la paz, la cual se ajustó en duras condiciones: la ciudad de Foix y su castillo debían ser entregados junto con otros castillos, aunque conservaba el derecho condal de Foix. El conde conservaría también sus derechos en Pamiers, Saverdun y algunos feudos en Carcasona, pero el Señorío de Mirepoix se erigía en señorío para Guy de Lévis.

## Muerte
Continuó el enfrentamiento con el Obispo de Urgel llegando a saquear la Seo de Urgel en abril de 1239 y habiendo sido excomulgado de nuevo en el 1236 pero pasó sus últimos años en paz con la iglesia tomando el hábito en la Abadía de Bulbona donde murió y fue enterrado en 1241.

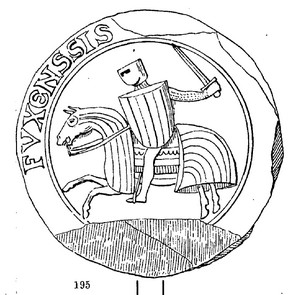
Escudo de Roger Bernard II de Foix

## Matrimonio y descendencia
Se casó dos veces. La primera en el 1208 con Ermesenda de Castellbó, vizcondesa de Castellbó y de Cerdaña, señora de Andorra, hija de Arnau de Castellbó, un cátaro y con ella tuvo dos hijos: 
- Esclaramunda, casada con Ramón Folc V, vizconde de Cardona
- Roger IV casado con Brunisenda de Cardona, hija y  de Ramón Folc IV , Vizconde de Cardona.

De un segundo matrimonio con Ermengarda, hija de Aimery III, vizconde de Narbona, tuvo a:
- Cecilia, fallecida en 1270, y que casó con el conde Álvaro de Urgel.